# Миндюкино (Тверская область)
Миндюкино — упразднённый хутор, располагавшийся на территории Весьегонского городского округа Тверской области России.

## География
Урочище находится в северо-восточной части Тверской области, в подзоне южной тайги, на левом берегу ручья Болотовский, на расстоянии примерно 27 километров (по прямой) к западу от города Весьегонска, административного центра округа. Абсолютная высота — 186 метров над уровнем моря.

### Климат
Климат характеризуется как умеренно континентальный, с умеренно холодной зимой и относительно тёплым влажным летом. Средняя температура воздуха самого холодного месяца (января) — −10,7 °C, средняя температура самого тёплого (июля) — 17,1 °С. Безморозный период длится 125 дней. Продолжительность вегетационного периода составляет примерно 126 дней. Годовое количество атмосферных осадков составляет в среднем 612 мм, из которых большая часть выпадает в тёплый период. Снежный покров держится в течение 140 дней.

## История
В «Списке населенных мест Тверской губернии по сведениям 1859 года» населённый пункт упомянут как владельческий хутор Весьегонского уезда, расположенный при колодце, в 30 верстах от уездного города. На хуторе имелся 1 двор и проживало 5 человек (3 мужчины и 2 женщины).
По состоянию на 1951 год входил в состав Макаренского сельсовета Весьегонского района Калининской области.